# 阿里斯托克拉特蘭徹茨 (科羅拉多州)
阿里斯托克拉特蘭徹茨（英語：Aristocrat Ranchettes）是位於美國科羅拉多州韋爾德縣的一個人口普查指定地區。

## 地理
阿里斯托克拉特蘭徹茨的座標為40°06′33″N 104°45′38″W / 40.10917°N 104.76056°W，而該地最高點為海拔高度1525米（即5003英尺）。

## 人口
根據2010年美國人口普查的數據，阿里斯托克拉特蘭徹茨的面積為4.835平方千米，均爲陸地。當地共有人口1344人，而人口密度為每平方千米277人。